# Garcia II (król Galicji)
García II (ur. ok. 1042, zm. 22 marca 1090) – król Galicji i hrabia Portugalii, najmłodszy z trzech synów króla Kastylii i Leónu oraz cesarza Hiszpanów, Ferdynanda I Wielkiego i jego żony Sanchy.
Po podziale ziem ojca otrzymał w 1065 roku Galicję i odtworzył na jej terenie samodzielne Królestwo Galicji. W 1071 roku przegrał walkę z koalicją obu starszych braci, Alfonsa VI i Sancho II Mocnego, którzy zmusili go do ucieczki do Sewilli. W rok później García został przez Alfonsa wezwany do powrotu i osadzony w klasztorze, gdzie pozostał do śmierci w 1090 roku.
Po jego usunięciu Galicja nie była już nigdy niezależnym królestwem, zachowała jednak pewne elementy autonomii.

## W kulturze

### Seriale
W serialu Cyd Waleczny powstałym w latach 2020-2021, w rolę Garcii wcielił się Nicolás Illoro.

### Gry wideo
W serii gier wideo Crusader Kings jednym z grywalnych władców jest García Fernandez Jimena, przedstawiony jako król Galicji.

### Poezja
Historia Garcii była wielokrotnie opisywana w późnym średniowieczu przez kastylijskich poetów, stał się on również bohaterem licznych romansów.